# Ofício de Leitura
As matinas ou ofício de Leitura (em Portugal) ou das Leituras (no Brasil) é uma das horas litúrgicas constituintes da Liturgia das Horas.

## Origem e história
A sua origem está na antiga oração de Matinas, palavra que significa madrugada. Era esta constituída por uma série de vigílias, ou nocturnos, cujo número variava conforma a importância e solenidade do dia litúrgico. A partir do costume romano de dividir a noite em vigílias, as primeiras comunidades monásticas, sobretudo com São Bento de Núrsia, instituíram também uma oração ao longo da madrugada, que previa vários nocturnos, em que o sono se interrompia para a oração.
Matinas é a hora mais temporã do amanhecer e que servia como hora de oração na Igreja Católica e na Igreja Ortodoxa na liturgia das Horas canónicas. O termo também se usou em algumas denominações do Protestantismo para descrever os serviços matutinos.
Após o Concílio Vaticano II as Matinas da Igreja Católica foram mudadas e agora denominam-se oficialmente Ofício das Leituras. Algumas ordens religiosas monásticas mantêm a designação "matinas" para esse momento de oração. Tal costume foi adaptado também para comunidades não monásticas e para os clérigos na recitação individual. Contudo, face à dificuldade de adoptar rigorosamente o costume monástico de várias orações durante a madrugada, o ofício de Matinas foi adaptado e reduzido, sem contudo perder o seu carácter nocturno.
Ao longo dos séculos, assim, esta oração apresentava-se como a oração nocturna. No entanto a prática e as exigências pastorais não permitiam que esse horário fosse observado por grande número de clérigos seculares.
Deste modo, face à necessidade de adaptar o ofício divino às exigências actuais, e de dar às leituras bíblicas e patrísticas o seu papel central nesta oração, o Concílio Vaticano II decretou que “as Matinas, continuando embora, quando recitadas em coro, com a índole de louvor nocturno, devem adaptar-se para ser recitadas a qualquer hora do dia; tenham menos salmos e leituras mais extensas” (Sacrosanctum Concilium 89 c).
A reforma incidiu também sobre as leituras constantes do Ofício. Face a muitas delas, sobretudo as que se propunham para a celebração dos santos, que se entretinham em pormenores lendários e que davam uma noção algo imperfeita da santidade das personagens, o Concílio decretou também que
“Quanto às leituras, sigam-se estas normas:
a) Ordenem-se as leituras da Sagrada Escritura de modo que se permita mais fácil e amplo acesso aos tesouros da palavra de Deus;
b) Faça-se melhor selecção das leituras a extrair das obras dos Padres da Igreja|Santos Padres, Doutores da Igreja|Doutores e Escritores eclesiásticos;
c) As «Paixões» ou vidas dos Santos sejam restituídas à verdade histórica.” (Sacrosanctum Concilium 92)
A oração passou assim a chamar-se Ofício das Leituras (em latim Officium lectionis), podendo ser rezada a qualquer hora do dia.

## Esquema da celebração do Ofício das Leitura
Nas matinas é habitual a leitura de três salmos, uma leitura bíblica e o seu responsório.
- Invocação inicial: Vinde ó Deus em meu auxílio.R: Socorrei-me sem demora. e [Glória ao Pai, ao Filho e ao Espírito Santo.R: Assim como era no princípio, agora e sempre.Amém.Aleluia.].
- Hino.
- Salmodia: três salmos, ou partes de salmo, cada um com a respectiva antífona.
- Versículo simples, para servir de transição entre a salmodia e as leituras.
- Leitura bíblica, longa, seguida de responsório.
- Leitura hagiográfica (nas celebrações dos Santos) patrística, ou do Magistério, (nos outros dias) seguida de responsório.
- Nos Domingos (excepto do Advento e da Quaresma), solenidades e festas, diz-se o hino Te Deum.
- Oração conclusiva, na celebração comunitária proferida pelo presidente.
- Despedida (V. Bendigamos ao Senhor R. Graças a Deus)

O Ofício das Leituras pode também ser celebrado em forma de vigília, na noite anterior a um Domingo ou solenidade. Nesse caso, antes do hino Te Deum, rezam-se três cânticos do Antigo Testamento e lê-se o Evangelho da Ressurreição.